# Psittaculirostris
Psittaculirostris är ett fågelsläkte i familjen östpapegojor inom ordningen papegojfåglar. Släktet omfattar vanligtvis tre arter som enbart förekommer på Nya Guinea:
- Större fikonpapegoja (P. desmarestii)
  - "Gulnackad fikonpapegoja" (P. d. godmani) – urskiljs som egen art av Birdlife International
  - "Rödmaskad fikonpapegoja" (P. d. cervicalis) – urskiljs som egen art av Birdlife International
- Rödskäggig fikonpapegoja (P. edwardsii)
- Gulskäggig fikonpapegoja (P. salvadorii)